# 9480 Inti
9480 Inti eller 2553 P-L är en asteroid i huvudbältet som upptäcktes den 24 september 1960 av den nederländsk-amerikanske astronomen Tom Gehrels och det nederländska astronomparet Ingrid van Houten-Groeneveld och Cornelis Johannes van Houten vid Palomarobservatoriet. Den är uppkallad efter inkas solgud Inti.
Asteroiden har en diameter på ungefär 13 kilometer och den tillhör asteroidgruppen Themis.